# Fudbalski klub Boksit
Il Fudbalski klub Boksit (in serbo cirillico Фудбалски клуб Боксит), conosciuto semplicemente come Boksit, è una società calcistica di Milići, una città nella Repubblica Srpska (Bosnia ed Erzegovina). 
Fondato nel 1972 con questo nome, una volta persa la sponsorizzazione della Kompanija Boksit negli anni 2000, divenne Fudbalski klub Milići (Фудбалски клуб Милићи). Il colore della società è il rosso.

## Nome
Boksit in bosniaco significa bauxite, il minerale ricavato dalle miniere nella zona.

## Storia
La squadra viene fondata nel 1972 dalla ditta che estrae la bauxite dalla miniera (e che dà anche il nome alla società) che è anche l'azienda più importante nel circondario. Negli anni della Jugoslavia socialista milita sempre nei campionati minori della Bosnia.
Dopo la guerra la squadra compete nei campionati della neonata Repubblica Srpska ed il presidente Rajko Dukić inizia ad investire risorse nella squadra (ed anche nelle società di scacchi, bowling e pallamano femminile) e questo porta ai trionfi nel 1996 e 2000 oltre che a due finali perse nella Kup RS.
Nel 2002 fallisce la qualificazione alla massima divisione bosniaca e la Kompanija "Boksit" abbandona la sponsorizzazione. Questo porta ad un ridimensionamento degli obiettivi ed al cambio di nome (da FK Boksit a FK Milići); da allora milita nei campionati minori.

### Cronistoria
| Stagione                           | Campionato                                                | Campionato                                                | Campionato                                                | Campionato                                                | Coppa                          |
| Stagione                           | Categoria                                                 | Liv.                                                      | Posizione                                                 | Verdetti                                                  | Coppa                          |
| ---------------------------------- | --------------------------------------------------------- | --------------------------------------------------------- | --------------------------------------------------------- | --------------------------------------------------------- | ------------------------------ |
| CAMPIONATI JUGOSLAVI               | CAMPIONATI JUGOSLAVI                                      | CAMPIONATI JUGOSLAVI                                      | CAMPIONATI JUGOSLAVI                                      | CAMPIONATI JUGOSLAVI                                      | Coppa di Jugoslavia            |
| 1972–1992                          | Milita nei campionati minori                              | Milita nei campionati minori                              | Milita nei campionati minori                              | Milita nei campionati minori                              | n.q.                           |
| CAMPIONATI DELLA REPUBBLICA SRPSKA | CAMPIONATI DELLA REPUBBLICA SRPSKA                        | CAMPIONATI DELLA REPUBBLICA SRPSKA                        | CAMPIONATI DELLA REPUBBLICA SRPSKA                        | CAMPIONATI DELLA REPUBBLICA SRPSKA                        | Kup Republike Srpske           |
| 1992–1994                          | Attività sospesa per la guerra                            | Attività sospesa per la guerra                            | Attività sospesa per la guerra                            | Attività sospesa per la guerra                            | Attività sospesa per la guerra |
| 1994–95                            | Nessun campionato                                         | Nessun campionato                                         | Nessun campionato                                         | Nessun campionato                                         | ???                            |
| 1995–96                            | Prva liga RS - Est                                        | I                                                         | 1º su 11                                                  | Campione dopo aver vinto la finale                        | ???                            |
| 1996–97                            | Prva liga RS - Est                                        | I                                                         | 2º su 12                                                  |                                                           | ???                            |
| 1997–98                            | Prva liga RS                                              | I                                                         | 8º su 18                                                  |                                                           | Finalista                      |
| 1998–99                            | Prva liga RS                                              | I                                                         | 3º su 18                                                  |                                                           | ???                            |
| 1999–00                            | Prva liga RS                                              | I                                                         | 1º su 20                                                  | Campione                                                  | ???                            |
| 2000–01                            | Prva liga RS                                              | I                                                         | 4º su 16                                                  |                                                           | Finalista in Kup RS            |
| 2000–01                            | Prva liga RS                                              | I                                                         | 4º su 16                                                  | Turno intermedio in Kup BiH                               |                                |
| 2001–02                            | Prva liga RS                                              | I                                                         | 12º su 16                                                 | Non viene ammesso alla Premijer liga                      | ???                            |
| CAMPIONATI DELLA BOSNIA ERZEGOVINA | CAMPIONATI DELLA BOSNIA ERZEGOVINA                        | CAMPIONATI DELLA BOSNIA ERZEGOVINA                        | CAMPIONATI DELLA BOSNIA ERZEGOVINA                        | CAMPIONATI DELLA BOSNIA ERZEGOVINA                        | Coppa di Bosnia                |
| 2002–03                            | Prva liga RS                                              | II                                                        | 16º su 16                                                 | Ritirato                                                  | n.q.                           |
| 2003–2008                          | Milita nei campionati minori. Cambia il nome in FK Milići | Milita nei campionati minori. Cambia il nome in FK Milići | Milita nei campionati minori. Cambia il nome in FK Milići | Milita nei campionati minori. Cambia il nome in FK Milići | n.q.                           |
| 2008–09                            | Druga liga RS - Est                                       | III                                                       | 13º su 16                                                 |                                                           | n.q.                           |
| 2009–10                            | Druga liga RS - Est                                       | III                                                       | 7º su 16                                                  |                                                           | n.q.                           |
| 2010–11                            | Druga liga RS - Est                                       | III                                                       | 11º su 16                                                 |                                                           | n.q.                           |
| 2011–12                            | Druga liga RS - Est                                       | III                                                       | 11º su 14                                                 |                                                           | n.q.                           |
| 2012–13                            | Druga liga RS - Est                                       | III                                                       | 13º su 14                                                 | Retrocede                                                 | n.q.                           |
| 2013–14                            |                                                           |                                                           |                                                           |                                                           |                                |
| 2014–15                            | Područna liga RS - Birač                                  | V                                                         | 1º su 9                                                   | Promosso in Regionalna liga                               | n.q.                           |
| 2015–16                            | Regionalna liga RS - Est                                  | IV                                                        | 5º su 13                                                  |                                                           | n.q.                           |
| 2016–17                            | Regionalna liga RS - Est                                  | IV                                                        | 9º su 16                                                  |                                                           | n.q.                           |
| 2017–18                            | Regionalna liga RS - Est                                  | IV                                                        | 3º su 16                                                  |                                                           | n.q.                           |
| 2018–19                            | Regionalna liga RS - Est                                  | IV                                                        |                                                           |                                                           | n.q.                           |

## Palmarès

### Competizioni nazionali
- Prva liga Republike Srpske: 2

1995-1996, 1999-2000